# Vyřazovací fáze mistrovství světa ve fotbale 2014
Vyřazovací fáze mistrovství světa ve fotbale 2014 byla druhou a závěrečnou fází na Mistrovství světa po skupinové části. Začala 28. června 2014 osmifinálovým utkáním mezi Brazílii a Chile a skončila 13. července 2014 finálovým zápasem, který se uskutečnil na největším brazilském stadionu Estádio do Maracanã v Rio de Janeiru. Dva nejlepší týmy z každé skupiny (celkem 16) postoupily do vyřazovací fáze, kde následně hrály eliminačním stylem. Vítězové semifinálových utkání postoupili do finále a na poražené čekal boj o 3. místo.
Ve vyřazovací fázi (včetně zápasů o umístění) byla hrací doba zápasu 90 minut. Pokud byl po skončení utkání nerozhodný stav, muselo se o vítězi rozhodnout v další fázi a to v prodloužení, které mělo dvě 15 minutové části. Pokud se ani v prodloužení nerozhodlo, rozhodovalo se penaltovým rozstřelem.
Vítězem celého šampionátu se stalo mužstvo Německa.
Všechny časy zápasů jsou v SELČ.

## Kvalifikované týmy
| Skupina | Vítěz      | 2. v pořadí |
| ------- | ---------- | ----------- |
| A       | Brazílie   | Mexiko      |
| B       | Nizozemsko | Chile       |
| C       | Kolumbie   | Řecko       |
| D       | Kostarika  | Uruguay     |
| E       | Francie    | Švýcarsko   |
| F       | Argentina  | Nigérie     |
| G       | Německo    | USA         |
| H       | Belgie     | Alžírsko    |

## Pavouk
|  | Osmifinále                  | Osmifinále                   |                               |       | Čtvrtfinále   | Čtvrtfinále   |                         |                         | Semifinále | Semifinále |  |  | Finále | Finále |
|  |                             |                              |                               |       |               |               |                         |                         |            |            |  |  |        |        |
|  | 28. června – Belo Horizonte |                              |                               |       |               |               |                         |                         |            |            |  |  |        |        |
|  |                             |                              |                               |       |               |               |                         |                         |            |            |  |  |        |        |
|  | Brazílie (pen.)             | 1 (3)                        |                               |       |               |               |                         |                         |            |            |  |  |        |        |
|  | Brazílie (pen.)             | 1 (3)                        | 4. července – Fortaleza       |       |               |               |                         |                         |            |            |  |  |        |        |
|  | Chile                       | 1 (2)                        |                               |       |               |               |                         |                         |            |            |  |  |        |        |
|  | Chile                       | 1 (2)                        | Brazílie                      | 2     |               |               |                         |                         |            |            |  |  |        |        |
|  | 28. června – Rio de Janeiro |                              | Brazílie                      | 2     |               |               |                         |                         |            |            |  |  |        |        |
|  |                             | Kolumbie                     | 1                             |       |               |               |                         |                         |            |            |  |  |        |        |
|  | Kolumbie                    | Kolumbie                     | 1                             | 2     |               |               |                         |                         |            |            |  |  |        |        |
|  | Kolumbie                    |                              | 8. července – Belo Horizonte  | 2     |               |               |                         |                         |            |            |  |  |        |        |
|  | Uruguay                     | 0                            |                               |       |               |               |                         |                         |            |            |  |  |        |        |
|  | Uruguay                     | 0                            | Brazílie                      | 1     |               |               |                         |                         |            |            |  |  |        |        |
|  | 30. června – Brasília       |                              | Brazílie                      | 1     |               |               |                         |                         |            |            |  |  |        |        |
|  |                             | Německo                      | 7                             |       |               |               |                         |                         |            |            |  |  |        |        |
|  | Francie                     | Německo                      | 7                             | 2     |               |               |                         |                         |            |            |  |  |        |        |
|  | Francie                     | 4. července – Rio de Janeiro |                               | 2     |               |               |                         |                         |            |            |  |  |        |        |
|  | Nigérie                     | 0                            |                               |       |               |               |                         |                         |            |            |  |  |        |        |
|  | Nigérie                     | 0                            | Francie                       | 0     |               |               |                         |                         |            |            |  |  |        |        |
|  | 30. června – Porto Alegre   |                              | Francie                       | 0     |               |               |                         |                         |            |            |  |  |        |        |
|  |                             | Německo                      | 1                             |       |               |               |                         |                         |            |            |  |  |        |        |
|  | Německo (prod.)             | Německo                      | 1                             | 2     |               |               |                         |                         |            |            |  |  |        |        |
|  | Německo (prod.)             |                              | 13. července – Rio de Janeiro | 2     |               |               |                         |                         |            |            |  |  |        |        |
|  | Alžírsko                    | 1                            |                               |       |               |               |                         |                         |            |            |  |  |        |        |
|  | Alžírsko                    | 1                            | Německo (prod.)               | 1     |               |               |                         |                         |            |            |  |  |        |        |
|  | 29. června – Fortaleza      |                              | Německo (prod.)               | 1     |               |               |                         |                         |            |            |  |  |        |        |
|  |                             | Argentina                    | 0                             |       |               |               |                         |                         |            |            |  |  |        |        |
|  | Nizozemsko                  | Argentina                    | 0                             | 2     |               |               |                         |                         |            |            |  |  |        |        |
|  | Nizozemsko                  | 5. července – Salvador       |                               | 2     |               |               |                         |                         |            |            |  |  |        |        |
|  | Mexiko                      | 1                            |                               |       |               |               |                         |                         |            |            |  |  |        |        |
|  | Mexiko                      | 1                            | Nizozemsko (pen.)             | 0 (4) |               |               |                         |                         |            |            |  |  |        |        |
|  | 29. června – Recife         |                              | Nizozemsko (pen.)             | 0 (4) |               |               |                         |                         |            |            |  |  |        |        |
|  |                             | Kostarika                    | 0 (3)                         |       |               |               |                         |                         |            |            |  |  |        |        |
|  | Kostarika (pen.)            | Kostarika                    | 0 (3)                         | 1 (5) |               |               |                         |                         |            |            |  |  |        |        |
|  | Kostarika (pen.)            |                              | 8. července – São Paulo       | 1 (5) |               |               |                         |                         |            |            |  |  |        |        |
|  | Řecko                       | 1 (3)                        |                               |       |               |               |                         |                         |            |            |  |  |        |        |
|  | Řecko                       | 1 (3)                        | Nizozemsko                    | 0 (2) |               |               |                         |                         |            |            |  |  |        |        |
|  | 1. července – São Paulo     |                              | Nizozemsko                    | 0 (2) |               |               |                         |                         |            |            |  |  |        |        |
|  |                             | Argentina (pen.)             | 0 (4)                         |       | O třetí místo | O třetí místo |                         |                         |            |            |  |  |        |        |
|  | Argentina (prod.)           | Argentina (pen.)             | 0 (4)                         | 1     | O třetí místo | O třetí místo |                         |                         |            |            |  |  |        |        |
|  | Argentina (prod.)           | 5. července – Brasília       | 5. července – Brasília        | 1     |               |               | 12. července – Brasília | 12. července – Brasília |            |            |  |  |        |        |
|  | Švýcarsko                   | 5. července – Brasília       | 5. července – Brasília        | 0     |               |               | 12. července – Brasília | 12. července – Brasília |            |            |  |  |        |        |
|  | Švýcarsko                   | Argentina                    | 1                             | 0     | Brazílie      | 0             |                         |                         |            |            |  |  |        |        |
|  | 1. července – Salvador      | Argentina                    | 1                             |       | Brazílie      | 0             |                         |                         |            |            |  |  |        |        |
|  |                             | Belgie                       | 0                             |       | Nizozemsko    | 3             |                         |                         |            |            |  |  |        |        |
|  | Belgie (prod.)              | Belgie                       | 0                             | 2     | Nizozemsko    | 3             |                         |                         |            |            |  |  |        |        |
|  | Belgie (prod.)              |                              |                               | 2     |               |               |                         |                         |            |            |  |  |        |        |
|  | USA                         | 1                            |                               |       |               |               |                         |                         |            |            |  |  |        |        |
|  | USA                         | 1                            |                               |       |               |               |                         |                         |            |            |  |  |        |        |

## Legenda
| - BR – brankář - SO – střední obránce - PO – pravý krajní obránce - LO – levý krajní obránce | - PKO – pravý ofenzivní obránce - LKO – levý ofenzivní obránce - SW – stoper - DZ – defenzivní záložník | - SZ – střední záložník - PZ – pravý záložník - LZ – levý záložník - ÚZ – útočný záložník | - PK – pravé křídlo - LK – levé křídlo - SÚ – střední útočník - DÚ – druhý útočník | - PÚ – pravý útočník - LÚ – levý útočník - OB – obránce - ZÁ – záložník | - ÚT – útočník |

## Osmifinále

### Brazílie vs Chile
Oba týmy se spolu střetly v předchozích sedmdesáti utkáních, včetně tří vyřazovacích fází na Mistrovství světa, když ve všech byla úspěšnější Brazílie (1962, semifinále: 4:2; 1998, osmifinále: 4:1; 2010, osmifinále: 3:0). Naposledy se obě mužstva utkala v přípravném zápase 19. listopadu 2013, kde Brazílie vítězným gólem Robinha zvítězila 2:1.
Utkání začalo ve vysokém tempu a oba týmy se pokoušely vstřelit úvodní branku. V prvním momentech zápasu byla aktivnější Brazílie, která ve 13. minutě otevřela skóre zápasu, když po rohovém kopu Neymara prodlužoval na zadní tyč Thiago Silva, kde vedl David Luiz souboj s chilským obráncem Gonzalo Jarou a od jednoho z těchto hráčů se míč odrazil do prázdné brány. Statistici uvedli jako střelce brazilského stopera. Hned po vedoucím gólu „kanárků“ začali Chilané více útočit a v 32. minutě se po špatném zpracování míče Hulka dostal k míči Eduardo Vargas, který jen lehce přihrál rozběhnutému Alexisi Sánchezovi, pro kterého už nebyl problém zakončit ke vzdálenější tyči a stav byl tedy 1:1. Brazilci si pak ještě do konce poločasu vytvořili několik dobrých příležitostí na skórování, ale ani jednu šanci nevyužili. V 55. minutě si po centru Marcela zpracoval míč Hulk a levou holení zakončil přesně k tyči, avšak hlavní rozhodčí utkání Howard Webb gól neuznal za úmyslné hraní rukou, což pak potvrdily i televizní záběry a brazilskému útočníkovi ještě navíc za tento prohřešek udělil žlutou kartu. Do konce utkání se pak už nic závratného nestalo a šlo se tedy do prodloužení. V něm měli více ze hry opět domácí hráči, ale paradoxně největší šanci měli Chilané. V poslední minutě prodloužení se ke střele dostal střídající Mauricio Pinilla, který ale v rozhodující moment trefil pouze břevno. V penaltách se po dvou neúspěších na obou stranách rozhodovalo v poslední sérii. Brazilec Neymar prokázal pevné nervy a po naznačení poslal chilského brankáře Claudia Brava na opačnou stranu, než střílel. Na poslední penaltu Chile se postavil Gonzalo Jara, který v ten moment musel proměnit, aby se pokračovalo dál. Po rychlém rozběhu ale trefil pouze tyčku Césarovi branky a Brazílie tak slavila postup do čtvrtfinále.
| 28. června 2014 18:00 |            |             |                                                                       |
| Brazílie              | 1 : 1 (PP) | Chile       | Estádio Mineirão, Belo Horizonte diváci: 57 714 rozhodčí: Howard Webb |
| David Luiz 18'        | Zpráva     | Sánchez 32' | Estádio Mineirão, Belo Horizonte diváci: 57 714 rozhodčí: Howard Webb |

|                                        |       | Penaltový rozstřel                 |  |
| David Luiz Willian Marcelo Hulk Neymar | 3 : 2 | Pinilla Sánchez Aránguiz Díaz Jara |  |

| Brazílie | Chile |

| BR                  | 12 | Júlio César      |        |      |
| PO                  | 2  | Daniel Alves     | 105+1' |      |
| SO                  | 3  | Thiago Silva (c) |        |      |
| SO                  | 4  | David Luiz       |        |      |
| LO                  | 6  | Marcelo          |        |      |
| DZ                  | 5  | Fernandinho      |        | 72'  |
| DZ                  | 17 | Luiz Gustavo     | 60'    |      |
| PK                  | 7  | Hulk             | 55'    |      |
| ÚZ                  | 11 | Oscar            |        | 106' |
| LK                  | 10 | Neymar           |        |      |
| SÚ                  | 9  | Fred             |        | 64'  |
| Nahrazující:        |    |                  |        |      |
| ÚT                  | 21 | Jô               | 93'    | 64'  |
| ZÁ                  | 16 | Ramires          |        | 72'  |
| ZÁ                  | 19 | Willian          |        | 106' |
| Trenér:             |    |                  |        |      |
| Luiz Felipe Scolari |    |                  |        |      |

| BR             | 1  | Claudio Bravo (c) |      |      |
| SO             | 5  | Francisco Silva   | 40'  |      |
| SO             | 17 | Gary Medel        |      | 108' |
| SO             | 18 | Gonzalo Jara      |      |      |
| PKO            | 4  | Mauricio Isla     |      |      |
| LKO            | 2  | Eugenio Mena      | 17'  |      |
| SZ             | 20 | Charles Aránguiz  |      |      |
| SZ             | 21 | Marcelo Díaz      |      |      |
| ÚZ             | 8  | Arturo Vidal      |      | 87'  |
| SÚ             | 7  | Alexis Sánchez    |      |      |
| SÚ             | 11 | Eduardo Vargas    |      | 57'  |
| Nahrazující:   |    |                   |      |      |
| ZÁ             | 16 | Felipe Gutiérrez  |      | 57'  |
| ÚT             | 9  | Mauricio Pinilla  | 102' | 87'  |
| OB             | 13 | José Rojas        |      | 108' |
| Trenér:        |    |                   |      |      |
| Jorge Sampaoli |    |                   |      |      |

| Muž zápasu: Júlio César Asistenti rozhodčího: Michael Mullarkey Darren Cann Čtvrtý rozhodčí: Felix Brych Pátý rozhodčí: Mark Borsch |

### Kolumbie vs Uruguay
Oba týmy se spolu utkaly v předchozích čtyřiceti zápasech, včetně duelu základní skupiny na Mistrovství světa ve fotbale 1998, v němž utkání skončilo smírně 2:2. Jejich poslední střetnutí proběhlo v kvalifikačním utkání na mistrovství světa 10. září 2013, kde brankami Édinsona Cavaniho a Christiana Stuaniho zvítězila Uruguay 2:0.
Uruguayský útočník Luis Suárez byl kvůli pokousání italského hráče Chielliniho suspendován do konce mistrovství světa.
Kolumbie vstupovala do utkání jako mírnější favorit a tuto roli plnila od první minuty. Ve 28. minutě si elegantně před vápnem zpracoval prsy míč James Rodríguez a z druhého doteku vypálil přesně pod břevno uruguayské branky. Touto trefou si Rodríguez uchoval obdivuhodnou bilanci, co zápas to aspoň jeden gól. Uruguayci se v celém zápase nedokázali prosazovat a pouze občasnými střelami z dálky nechávali vyniknout kolumbijského brankáře Davida Ospinu. V 50. minutě pak opět navýšila Kolumbie skóre, když úplně rozebrala soupeřovu obranu. Cuadrado v pokutovém území přiklepl hlavou míč Rodríguezovi, pro kterého už nebyl problém zasunout míč do odkryté branky. V zápase se pak už nic převratného nestalo a Kolumbijci tak mohli poprvé ve své historie slavit postup do čtvrtfinále na mistrovství světa.
| 28. června 2014 22:00    |        |         |                                                                            |
| Kolumbie                 | 2 : 0  | Uruguay | Estádio do Maracanã, Rio de Janeiro diváci: 73 804 rozhodčí: Bjorn Kuipers |
| James Rodríguez 28', 50' | Zpráva |         | Estádio do Maracanã, Rio de Janeiro diváci: 73 804 rozhodčí: Bjorn Kuipers |

| Kolumbie | Uruguay |

| BR            | 1  | David Ospina            |     |     |
| PO            | 18 | Juan Camilo Zúñiga      |     |     |
| SO            | 2  | Cristián Zapata         |     |     |
| SO            | 3  | Mario Yepes (c)         |     |     |
| LO            | 7  | Pablo Armero            | 78' |     |
| PZ            | 11 | Juan Guillermo Cuadrado |     | 81' |
| SZ            | 8  | Abel Aguilar            |     |     |
| SZ            | 6  | Carlos Sánchez          |     |     |
| LZ            | 10 | James Rodríguez         |     | 85' |
| SÚ            | 9  | Teófilo Gutiérrez       |     | 68' |
| SÚ            | 21 | Jackson Martínez        |     |     |
| Nahrazující:  |    |                         |     |     |
| ZÁ            | 15 | Alexander Mejía         |     | 68' |
| ZÁ            | 13 | Fredy Guarín            |     | 81' |
| ÚT            | 19 | Adrián Ramos            |     | 85' |
| Trenér:       |    |                         |     |     |
| José Pékerman |    |                         |     |     |

| BR            | 1  | Fernando Muslera    |     |     |
| PO            | 22 | Martín Cáceres      |     |     |
| SO            | 13 | José María Giménez  | 55' |     |
| SO            | 3  | Diego Godín (c)     |     |     |
| LO            | 6  | Álvaro Pereira      |     | 53' |
| PZ            | 16 | Maximiliano Pereira |     |     |
| SZ            | 20 | Álvaro González     |     | 67' |
| SZ            | 17 | Egidio Arévalo      |     |     |
| LZ            | 7  | Cristian Rodríguez  |     |     |
| DÚ            | 21 | Édinson Cavani      |     |     |
| SÚ            | 10 | Diego Forlán        |     | 53' |
| Nahrazující:  |    |                     |     |     |
| ÚT            | 11 | Christian Stuani    |     | 53' |
| ZÁ            | 18 | Gastón Ramírez      |     | 53' |
| ÚT            | 8  | Abel Hernández      |     | 67' |
| Trenér:       |    |                     |     |     |
| Óscar Tabárez |    |                     |     |     |

| Muž zápasu: James Rodríguez Asistenti rozhodčího: Sander van Roekel Erwin Zeinstra Čtvrtý rozhodčí: Svein Oddvar Moen Pátý rozhodčí: Kim Haglund |

### Nizozemsko vs Mexiko
Obě mužstva se spolu utkala v předchozích šesti zápasech, včetně základní skupiny na Mistrovství světa ve fotbale 1998, kde utkání skončilo remízou 2:2. Naposledy se oba týmy střetly při přátelském utkání 26. května 2010, kde dvěma góly rozhodl zápas ve prospěch Nizozemsko 2:1 útočník Robin van Persie. Mexický záložník José Juan Vázquez byl z důsledku nahromadění žlutých karet na tento zápas suspendován.
V tomto osmifinále byli v úvodu aktivnější Mexičané, kteří se také začátkem druhého poločasu ujali vedení 1:0, když se z dálky přesně trefil Giovani dos Santos. Nizozemci se probrali až poté, co trenér Louis van Gaal změnil rozestavení. Brankář Guillermo Ochoa držel proti Nizozemsku svůj tým dlouho za v naději na postup, ale Nizozemci v závěru dvakrát skórovali a do čtvrtfinále postoupili oni. Nejprve v 88. minutě napálil míč do brány neobsazený Wesley Sneijder a poté byl v nastaveném čase nařízen pokutový kop za střet Arjena Robbena s obráncem Rafaelem Marquezem, který proměnil Klaas-Jan Huntelaar. Robben upadl poněkud teatrálně, rozhodčí pískal. Mexiko bylo pošesté v řadě vyřazeno v osmifinále MS.
| 29. června 2014 18:00               |        |                |                                                                    |
| Nizozemsko                          | 2 : 1  | Mexiko         | Estádio Castelão, Fortaleza diváci: 58 817 rozhodčí: Pedro Proença |
| Sneijder 88' Huntelaar 90+4' (pen.) | Zpráva | dos Santos 48' | Estádio Castelão, Fortaleza diváci: 58 817 rozhodčí: Pedro Proença |

| Nizozemsko | Mexiko |

| BR             | 1  | Jasper Cillessen     |  |     |
| PO             | 12 | Paul Verhaegh        |  | 56' |
| SO             | 2  | Ron Vlaar            |  |     |
| SO             | 3  | Stefan de Vrij       |  |     |
| LO             | 5  | Daley Blind          |  |     |
| SZ             | 15 | Dirk Kuijt           |  |     |
| SZ             | 6  | Nigel de Jong        |  | 9'  |
| SZ             | 20 | Georginio Wijnaldum  |  |     |
| ÚZ             | 10 | Wesley Sneijder      |  |     |
| SÚ             | 11 | Arjen Robben         |  |     |
| SÚ             | 9  | Robin van Persie (c) |  | 76' |
| Nahrazující:   |    |                      |  |     |
| OB             | 4  | Bruno Martins Indi   |  | 9'  |
| ZÁ             | 21 | Memphis Depay        |  | 56' |
| ÚT             | 19 | Klaas-Jan Huntelaar  |  | 76' |
| Trenér:        |    |                      |  |     |
| Louis van Gaal |    |                      |  |     |

| BR             | 13 | Guillermo Ochoa            |       |     |
| SO             | 2  | Francisco Javier Rodríguez |       |     |
| SO             | 4  | Rafael Márquez (c)         | 90+2' |     |
| SO             | 15 | Héctor Moreno              |       | 46' |
| PKO            | 22 | Paul Aguilar               | 69'   |     |
| LKO            | 7  | Miguel Layún               |       |     |
| SZ             | 6  | Héctor Herrera             |       |     |
| SZ             | 3  | Carlos Salcido             |       |     |
| SZ             | 18 | Andrés Guardado            | 90+3' |     |
| SÚ             | 10 | Giovani dos Santos         |       | 61' |
| SÚ             | 19 | Oribe Peralta              |       | 75' |
| Nahrazující:   |    |                            |       |     |
| OB             | 5  | Diego Reyes                |       | 46' |
| ZÁ             | 20 | Javier Aquino              |       | 61' |
| ÚT             | 14 | Javier Hernández           |       | 75' |
| Trenér:        |    |                            |       |     |
| Miguel Herrera |    |                            |       |     |

| Muž zápasu: Guillermo Ochoa Asistenti rozhodčího: Bertino Cunha Tiago Trigo Čtvrtý rozhodčí: Carlos Vera Pátý rozhodčí: Byron Romero |

### Kostarika vs Řecko
Oba týmy se ještě nikdy předtím spolu nestřetly.
Týmy Kostariky i Řecka měly šanci na své historické maximum (Řecko už ho dosáhlo postupem do osmifinále MS, Kostarika byla jednou v osmifinále - na MS 1990 v Itálii). Balón se zpočátku držel více na kopačkách hráčů ze středoamerické země, Řekové hrozili z kontrů. Jeden z nich téměř skončil v síti, v 37. minutě zneškodnil nebezpečný hlavičkový pokus Salpingidise brankář Navas. Úvodní půle nepřinesla očekávanou ofenzivní kopanou, kterou se Kostaričané prezentovali v základní skupině D, hra byla z jejich strany opatrná, leckdy nepřesná. Skóre se změnilo až v 52. minutě kdy nenápadným šouráčkem k tyči skóroval Bryan Ruiz a dostal Kostariku do vedení. Portugalský kouč Řecka Fernando Santos zareagoval vysláním druhého útočníka Mitrogloua na hrací plochu. Další výrazný moment přišel v 66. minutě, kdy byl po druhé žluté kartě vyloučen Kostaričan Óscar Esaú Duarte Gaitán. Santos poslal do hry třetího útočníka Theofanise Gekase a Řecko začalo soupeře tlačit, nicméně vážnější šanci si nedokázalo vypracovat. To, že si soupeři musí dávat pozor na Řeky zejména v posledních fázích zápasu potvrdil v nastaveném čase Sokratis Papastathopulos, který nízkým koníčkem (střelou odraženou od země) vyrovnal na 1:1. A navíc Mitroglou mohl vzápětí rozhodnout, Kostariku zachránil opět Navas. Utkání šlo do prodloužení, v němž oslabení Kostaričané ubránili remízu 1:1. V následném penaltovém rozstřelu proměnili svůj pokus všichni kostaričtí fotbalisté, zatímco na druhé straně Navas vyrazil střelu Gekasovi, což znamenalo postup Kostariky do čtvrtfinále proti Nizozemsku.
| 29. června 2014 22:00 |            |                       |                                                                |
| Kostarika             | 1 : 1 (PP) | Řecko                 | Arena Pernambuco, Recife diváci: 41 242 rozhodčí: Ben Williams |
| Ruiz 52'              | Zpráva     | Papastathopulos 90+1' | Arena Pernambuco, Recife diváci: 41 242 rozhodčí: Ben Williams |

|                                     |       | Penaltový rozstřel                         |  |
| Borges Ruiz González Campbell Umaña | 5 : 3 | Mitroglou Christodoulopoulos Holebas Gekas |  |

| Kostarika | Řecko |

| BR               | 1  | Keylor Navas       | 90'      |     |
| SO               | 6  | Óscar Duarte       | 42', 66' |     |
| SO               | 3  | Giancarlo González |          |     |
| SO               | 4  | Michael Umaña      |          |     |
| PKO              | 16 | Cristian Gamboa    |          | 77' |
| LKO              | 15 | Júnior Díaz        |          |     |
| SZ               | 5  | Celso Borges       |          |     |
| SZ               | 17 | Yeltsin Tejeda     | 48'      | 66' |
| PK               | 10 | Bryan Ruiz (c)     | 70'      |     |
| LK               | 7  | Christian Bolaños  |          | 83' |
| SÚ               | 9  | Joel Campbell      |          |     |
| Nahrazující:     |    |                    |          |     |
| ZÁ               | 22 | José Miguel Cubero |          | 66' |
| OB               | 2  | Johnny Acosta      |          | 77' |
| ÚT               | 14 | Randall Brenes     |          | 83' |
| ZÁ               | 13 | Óscar Granados     | 57'      |     |
| Trenér:          |    |                    |          |     |
| Jorge Luis Pinto |    |                    |          |     |

| BR              | 1  | Orestis Karnezis           |     |     |
| PO              | 15 | Vasilis Torosidis          |     |     |
| SO              | 4  | Kostas Manolas             | 72' |     |
| SO              | 19 | Sokratis Papastathopulos   |     |     |
| LO              | 20 | José Holebas               |     |     |
| DZ              | 10 | Giorgos Karagounis (c)     |     |     |
| SZ              | 2  | Giannis Maniatis           |     | 78' |
| SZ              | 22 | Andreas Samaris            | 36' | 58' |
| PK              | 14 | Dimitris Salpingidis       |     | 69' |
| LK              | 16 | Lazaros Christodoulopoulos |     |     |
| SÚ              | 7  | Georgios Samaras           |     |     |
| Nahrazující:    |    |                            |     |     |
| ÚT              | 9  | Kostas Mitroglou           |     | 58' |
| ÚT              | 17 | Theofanis Gekas            |     | 69' |
| ZÁ              | 21 | Kostas Katsouranis         |     | 78' |
| Trenér:         |    |                            |     |     |
| Fernando Santos |    |                            |     |     |

| Muž zápasu: Keylor Navas Asistenti rozhodčího: Matthew Cream Hakan Anaz Čtvrtý rozhodčí: Nawaf Shukralla Pátý rozhodčí: Yaser Tulefat |

### Francie vs Nigérie
Oba týmy se spolu utkaly pouze v jednom zápase a to v přátelském utkání 2. června 2009, kde zápas ve prospěch Nigérie rozhodl jedním gólem Joseph Akpala.
Hra byla od počátku velmi svižná, akce se přelévaly z jedné strany na druhou. Francie se nedokázala gólově prosadit, střelec Karim Benzema byl utopený pod hrotem. Nigérie byla nebezpečná. Francouzský trenér Didier Deschamps sáhl ve druhém poločase ke střídání, změnil taktiku a Francie si začala vytvářet tlak, který vygradoval dvěma góly v nigerijské síti. Nejprve Paul Pogba v 79. minutě využil zaváhání brankáře Enyeamy, který po centru nezasáhl míč, a hlavičkoval do odkryté brány. V nastaveném čase si v souboji s Griezmannem srazil míč do vlastní brány nigerijský bek Joseph Yobo. Francie po boji postoupila do čtvrtfinále.
| 30. června 2014 18:00      |        |         |                                                                                |
| Francie                    | 2 : 0  | Nigérie | Estádio Nacional Mané Garrincha, Brasília diváci: 67 882 rozhodčí: Mark Geiger |
| Pogba 79' Yobo 90+2' (vl.) | Zpráva |         | Estádio Nacional Mané Garrincha, Brasília diváci: 67 882 rozhodčí: Mark Geiger |

| Francie | Nigérie |

| BR               | 1  | Hugo Lloris (c)   |     |       |
| PO               | 2  | Mathieu Debuchy   |     |       |
| SO               | 4  | Raphaël Varane    |     |       |
| SO               | 21 | Laurent Koscielny |     |       |
| LO               | 3  | Patrice Evra      |     |       |
| DZ               | 6  | Yohan Cabaye      |     |       |
| SZ               | 19 | Paul Pogba        |     |       |
| SZ               | 14 | Blaise Matuidi    | 54' |       |
| PK               | 8  | Mathieu Valbuena  |     | 90+4' |
| LK               | 10 | Karim Benzema     |     |       |
| SÚ               | 9  | Olivier Giroud    |     | 62'   |
| Nahrazující:     |    |                   |     |       |
| ÚT               | 11 | Antoine Griezmann |     | 62'   |
| ZÁ               | 18 | Moussa Sissoko    |     | 90+4' |
| Trenér:          |    |                   |     |       |
| Didier Deschamps |    |                   |     |       |

| BR            | 1  | Vincent Enyeama  |  |     |
| PO            | 5  | Efe Ambrose      |  |     |
| SO            | 2  | Joseph Yobo (c)  |  |     |
| SO            | 13 | Juwon Oshaniwa   |  |     |
| LO            | 22 | Kenneth Omeruo   |  |     |
| PZ            | 7  | Ahmed Musa       |  |     |
| SZ            | 17 | Ogenyi Onazi     |  | 59' |
| SZ            | 10 | John Obi Mikel   |  |     |
| LZ            | 11 | Victor Moses     |  | 89' |
| DÚ            | 8  | Peter Odemwingie |  |     |
| SÚ            | 9  | Emmanuel Emenike |  |     |
| Nahrazující:  |    |                  |  |     |
| ZÁ            | 4  | Reuben Gabriel   |  | 59' |
| ÚT            | 19 | Uche Nwofor      |  | 89' |
| Trenér:       |    |                  |  |     |
| Stephen Keshi |    |                  |  |     |

| Muž zápasu: Paul Pogba Asistenti rozhodčího: Sean Hurd Joe Fletcher Čtvrtý rozhodčí: Alireza Faghani Pátý rozhodčí: Hassan Kamranifar |

### Německo vs Alžírsko
Obě mužstva se spolu střetla v předchozích dvou zápasech, včetně základní skupiny na Mistrovství světa ve fotbale 1982, kde utkání lépe zvládlo Alžírsko a vyhrálo 2:1.
Alžírsko postoupilo poprvé v historii do osmifinále, Německo jako bývalý trojnásobný mistr světa bylo v tomto střetnutí velkým favoritem.
Němci měli vlažný vstup do zápasu, zatímco Alžířané hráli svižně a měli více nebezpečných situací. Islám Slimaní vstřelil dokonce v 17. minutě gól, ale rozhodčí jej neuznali pro ofsajd. Němečtí fotbalisté se vyrovnali v aktivitě soupeři až před koncem poločasu, kdy měli čistou šanci a několik střel na bránu. Skórovat ale mohli i Alžířané, tečovaný míč šel ale přibližně metr vedle tyče. Ve druhém poločase se Němci snažili kontrolovat míč a prokombinovat se do čisté šance. Alžírsko ale drželo kompaktní blok a fyzicky náročnou hrou dokázalo nejen odolávat, ale i vyrážet do rychlých brejků. Ty stíhal řešit v roli falešného stopera často i za hranicí vápna německý brankář Manuel Neuer pověstný svým výborným čtením hry. Ke konci hra gradovala, fotbalisté se nesnižovali ke zdržování a simulování. Němci zvýšili iniciativu a dostávali se v závěru do gólových příležitostí, alžírská obrana v čele s gólmanem Mbuhlim vydržela. Zápas skončil v normální hrací době bez branek. V úvodu 30-minutového prodloužení rozděleného na dvě části skóroval ekvilibristicky patičkou Němec André Schürrle. Němci v prodloužení získali převahu, kterou korunovali druhým gólem Mesuta Özila před koncem prodloužení. Hráči se vydávali na maximum a některé z nich chytaly křeče. Za Alžírsko vzápětí korigoval stav Abdal Džabú, ale víc fotbalisté ze severu Afriky nestihli a s turnajem se rozloučili. I tak dokázali vysoce favorizovaný evropský tým pořádně potrápit.
| 30. června 2014 22:00  |            |              |                                                                       |
| Německo                | 2 : 1 (PP) | Alžírsko     | Estádio Beira-Rio, Porto Alegre diváci: 43 063 rozhodčí: Sandro Ricci |
| Schürrle 92' Özil 120' | Zpráva     | Džabú 120+1' | Estádio Beira-Rio, Porto Alegre diváci: 43 063 rozhodčí: Sandro Ricci |

| Německo | Alžírsko |

| BR           | 1  | Manuel Neuer           |      |      |
| PO           | 21 | Shkodran Mustafi       |      | 70'  |
| SO           | 17 | Per Mertesacker        |      |      |
| SO           | 20 | Jérôme Boateng         |      |      |
| LO           | 4  | Benedikt Höwedes       |      |      |
| DZ           | 16 | Philipp Lahm (c)       | 107' |      |
| SZ           | 7  | Bastian Schweinsteiger |      | 109' |
| SZ           | 18 | Toni Kroos             |      |      |
| PK           | 8  | Mesut Özil             |      |      |
| LK           | 19 | Mario Götze            |      | 46'  |
| SÚ           | 13 | Thomas Müller          |      |      |
| Nahrazující: |    |                        |      |      |
| ZÁ           | 9  | André Schürrle         |      | 46'  |
| ZÁ           | 6  | Sami Khedira           |      | 70'  |
| ZÁ           | 23 | Christoph Kramer       |      | 109' |
| Trenér:      |    |                        |      |      |
| Joachim Löw  |    |                        |      |      |

| BR                | 23 | Raís Mbuhli       |     |      |
| SO                | 22 | Mahdí Mustafá     |     |      |
| SO                | 4  | Saíd Bilkalím     |     |      |
| SO                | 5  | Rafík Hallíš (c)  | 42' | 97'  |
| PKO               | 20 | Ajsa Mandí        |     |      |
| LKO               | 3  | Fauzí Ghulám      |     |      |
| DZ                | 8  | Mahdí Lasín       |     |      |
| PZ                | 19 | Safír Tajdir      |     | 78'  |
| SZ                | 10 | Sufján Fighúlí    |     |      |
| LZ                | 13 | Islám Slimaní     |     |      |
| SÚ                | 15 | Arbí Hilál Súdání |     | 100' |
| Nahrazující:      |    |                   |     |      |
| ZÁ                | 11 | Jasín Brahímí     |     | 78'  |
| OB                | 2  | Madžíd Búghirra   |     | 97'  |
| ZÁ                | 18 | Abdal Múmin Džabú |     | 100' |
| Trenér:           |    |                   |     |      |
| Vahid Halilhodžić |    |                   |     |      |

| Muž zápasu: Raís Mbuhli Asistenti rozhodčího: Emerson de Carvalho Marcelo van Gasse Čtvrtý rozhodčí: Walter López Pátý rozhodčí: Leonel Leal |

### Argentina vs Švýcarsko
Obě mužstva se spolu utkala v předchozích šesti zápasech, včetně základní skupiny na Mistrovství světa ve fotbale 1966, kde Argentina zvítězila 2:0. Naposledy se spolu utkaly 29. února 2012, kdy Argentina hattrickem Lionela Messiho zvítězila 3:1.
V tomto utkání byli v prvním poločase lepším týmem Švýcaři, dobře bránili největší hvězdu soupeře Lionela Messiho a sami hrozili z protiútoků. Velmi dobře hrál Xherdan Shaqiri. Ve druhém poločase se role obrátily, Argentina svého soupeře přehrávala a dostávala se do šancí. Švýcarská obrana ale pracovala dobře a utkání skončilo v normální hrací době 0:0. V prodloužení se zdálo, že střetnutí dojde do penaltového rozstřelu, ale ve 118. minutě chyboval ve středu hřiště Stephan Lichtsteiner. Míč získal Lionel Messi a pádil ke švýcarské bráně, kde přihrál Di Maríovi, ten střílel do protipohybu Diega Benaglia. Švýcaři už měli na odpověď minimum času, přesto se o ni pokusili. Do argentinského vápna se vydal i brankář Benaglio, který se dokonce dostal ke střele nůžkami (kop přes hlavu). A Švýcarsko mohlo vyrovnat, po centru hlavičkoval do tyče Blerim Džemaili, od ní se míč odrazil zpět k němu, ale hráč jej poslal těsně vedle té samé tyče. Poslední šanci na vyrovnání měl z přímého kopu Shaqiri, který napálil jen postavenou zeď a tímto utkání skončilo.
| 1. července 2014 18:00 |            |           |                                                                       |
| Argentina              | 1 : 0 (PP) | Švýcarsko | Arena de São Paulo, São Paulo diváci: 63 255 rozhodčí: Jonas Eriksson |
| Di María 118'          | Zpráva     |           | Arena de São Paulo, São Paulo diváci: 63 255 rozhodčí: Jonas Eriksson |

| Argentina | Švýcarsko |

| BR                | 1  | Sergio Romero      |        |        |
| PO                | 4  | Pablo Zabaleta     |        |        |
| SO                | 17 | Federico Fernández |        |        |
| SO                | 2  | Ezequiel Garay     | 120+4' |        |
| LO                | 16 | Marcos Rojo        | 90'    | 105+1' |
| SZ                | 5  | Fernando Gago      |        | 106'   |
| SZ                | 14 | Javier Mascherano  |        |        |
| SZ                | 7  | Ángel Di María     | 120'   |        |
| ÚZ                | 10 | Lionel Messi (c)   |        |        |
| DÚ                | 22 | Ezequiel Lavezzi   |        | 74'    |
| SÚ                | 9  | Gonzalo Higuaín    |        |        |
| Nahrazující:      |    |                    |        |        |
| ÚT                | 18 | Rodrigo Palacio    |        | 74'    |
| OB                | 23 | José María Basanta |        | 105+1' |
| ZÁ                | 6  | Lucas Biglia       |        | 106'   |
| Trenér:           |    |                    |        |        |
| Alejandro Sabella |    |                    |        |        |

| BR              | 1  | Diego Benaglio       |     |      |
| PO              | 2  | Stephan Lichtsteiner |     |      |
| SO              | 20 | Johan Djourou        |     |      |
| SO              | 22 | Fabian Schär         |     |      |
| LO              | 13 | Ricardo Rodríguez    |     |      |
| SZ              | 11 | Valon Behrami        |     |      |
| SZ              | 8  | Gökhan Inler (c)     |     |      |
| PK              | 23 | Xherdan Shaqiri      |     |      |
| ÚZ              | 10 | Granit Xhaka         | 36' | 66'  |
| LK              | 18 | Admir Mehmedi        |     | 113' |
| SÚ              | 19 | Josip Drmić          |     | 82'  |
| Nahrazující:    |    |                      |     |      |
| ZÁ              | 16 | Gelson Fernandes     | 73' | 66'  |
| ZÁ              | 9  | Haris Seferović      |     | 82'  |
| ZÁ              | 15 | Blerim Džemaili      |     | 113' |
| Trenér:         |    |                      |     |      |
| Ottmar Hitzfeld |    |                      |     |      |

| Muž zápasu: Lionel Messi Asistenti rozhodčího: Mathias Klasenius Daniel Wärnmark Čtvrtý rozhodčí: Svein Oddvar Moen Pátý rozhodčí: Kim Haglund |

### Belgie vs USA
Oba týmy se spolu utkaly v předchozích pěti zápasech, včetně duelu základní skupiny na Mistrovství světa ve fotbale 1930, v němž utkání ovládlo USA poměrem 3:0. Bylo to vůbec jedno ze dvou prvních utkáních na mistrovství světa v celé jeho historii. Neoficiální přátelské utkání mezi oběma týmy bylo naplánováno na 12. června 2014 v São Paulu, ale z důvodu dopravní zácpy, kvůli slavnostním zahájení a začátku utkání byl zápas zrušen. Belgický záložník Steven Defour byl suspendován na tento zápas poté, co byl vyloučen v posledním utkání proti Jižní Koreji za faul na Kim Šin-uka.
Belgie před střetnutí neprohrála 13 soutěžních zápasů po sobě. Na šampionátu vyhrála všechna 3 utkání ve skupině o gól, přičemž všechny své 4 branky dala v posledních 20 minutách hry. V prvním poločase měl podle předpokladů herní převahu belgický tým, který byl v utkání mírným favoritem. Tu však nedokázal vyjádřit gólově, i díky několika zbrklým střeleckým pokusům Edena Hazarda z přehuštěného středu před americkým vápnem. Největší šance se zrodila hned v úvodních sekundách, kdy Divock Origi střílel na amerického brankáře Tima Howarda, který jeho pokus vyrazil na rohový kop. Poprvé na turnaji bylo utkání přerušeno kvůli vběhnutí fanouška na hrací plochu, pořadatelé se dlouho nenamáhali ho chytat. Poločas skončil bez branek. Ve druhé půli již měla Belgie enormní převahu, ale nedokázala ji zúročit, ať již kvůli vlastním spáleným příležitostem, či kvůli famóznímu výkonu Howarda. I toto utkání potvrdilo, že první kolo vyřazovací fáze se zcela liší od bojů v základních skupinách - je hodně vyrovnané, co se týče hry, tak i skóre. Zápas šel do prodloužení, v prvních 15 minutách dali Belgičané dva góly, když se nejprve obstřelem trefil Kevin De Bruyne a o pár minut později se z rychlého protiútoku prosadil střídající Romelu Lukaku. Zdálo se tedy, že je rozhodnuto. Nicméně Američanům se podařilo na začátku druhé patnáctiminutovky duel zdramatizovat po pěkném snížení Juliana Greena. V závěru byli aktivnější, vypracovali si šance, ale vyrovnat se jim již nepodařilo. Postup do čtvrtfinále proti Argentině slavili Belgičané.
| 1. července 2014 22:00    |            |            |                                                                     |
| Belgie                    | 2 : 1 (PP) | USA        | Arena Fonte Nova, Salvador diváci: 51 227 rozhodčí: Djamel Haimoudi |
| De Bruyne 93' Lukaku 105' | Zpráva     | Green 107' | Arena Fonte Nova, Salvador diváci: 51 227 rozhodčí: Djamel Haimoudi |

| Belgie | USA |

| BR           | 1  | Thibaut Courtois    |     |      |
| PO           | 2  | Toby Alderweireld   |     |      |
| SO           | 15 | Daniel Van Buyten   |     |      |
| SO           | 4  | Vincent Kompany (c) | 42' |      |
| LO           | 5  | Jan Vertonghen      |     |      |
| SZ           | 6  | Axel Witsel         |     |      |
| SZ           | 8  | Marouane Fellaini   |     |      |
| PK           | 14 | Dries Mertens       |     | 60'  |
| ÚZ           | 7  | Kevin De Bruyne     |     |      |
| LK           | 10 | Eden Hazard         |     | 111' |
| SÚ           | 17 | Divock Origi        |     | 91'  |
| Nahrazující: |    |                     |     |      |
| ZÁ           | 11 | Kevin Mirallas      |     | 60'  |
| ÚT           | 9  | Romelu Lukaku       |     | 91'  |
| ZÁ           | 22 | Nacer Chadli        |     | 111' |
| Trenér:      |    |                     |     |      |
| Marc Wilmots |    |                     |     |      |

| BR               | 1  | Tim Howard        |     |        |
| PO               | 20 | Geoff Cameron     | 18' |        |
| SO               | 3  | Omar Gonzalez     |     |        |
| SO               | 5  | Matt Besler       |     |        |
| LO               | 7  | DaMarcus Beasley  |     |        |
| PZ               | 19 | Graham Zusi       |     | 72'    |
| SZ               | 13 | Jermaine Jones    |     |        |
| LZ               | 4  | Michael Bradley   |     |        |
| PK               | 23 | Fabian Johnson    |     | 32'    |
| LK               | 11 | Alejandro Bedoya  |     | 105+2' |
| SÚ               | 8  | Clint Dempsey (c) |     |        |
| Nahrazující:     |    |                   |     |        |
| OB               | 2  | DeAndre Yedlin    |     | 32'    |
| ÚT               | 18 | Chris Wondolowski |     | 72'    |
| ZÁ               | 16 | Julian Green      |     | 105+2' |
| Trenér:          |    |                   |     |        |
| Jürgen Klinsmann |    |                   |     |        |

| Muž zápasu: Tim Howard Asistenti rozhodčího: Rédouane Achik Abdelhak Etchiali Čtvrtý rozhodčí: Norbert Hauata Pátý rozhodčí: Aden Range |

## Čtvrtfinále

### Francie vs Německo
Oba týmy se spolu utkaly v předchozích dvaceti pěti zápasech, včetně tří vyřazovacích duelů na Mistrovství světa ve fotbale (1958, o 3. místo: Francie 6:3 Západní Německo; 1982 semifinále: Francie 3:3 (prod.) Západní Německo, Západní Německo vyhrálo 5:4 na penalty; 1986, semifinále: Francie 0:2 Západní Německo). Naposledy se spolu utkaly 6. února 2013, kdy Francie brankami Oliviera Girouda a Florenta Maloudy zvítězila 2:1.
V tomto zápase začali Němci aktivněji a odměnou jim byl časná branka v síti soupeře, po přímém kopu skóroval hlavou obránce Mats Hummels. V takticky vedeném střetnutí nadále zkušenější německé mužstvo nepouštělo mladý francouzský tým do mnoha šancí. V závěru sice mohl srovnat z úhlu Karim Benzema, ale brankář Manuel Neuer byl na místě a vytáhl zákrok rukavicí. Němci postoupili do semifinále na čtvrtém mundialu v řadě.
| 4. července 2014 18:00 |        |             |                                                                            |
| Francie                | 0 : 1  | Německo     | Estádio do Maracanã, Rio de Janeiro diváci: 74 240 rozhodčí: Néstor Pitana |
|                        | Report | Hummels 13' | Estádio do Maracanã, Rio de Janeiro diváci: 74 240 rozhodčí: Néstor Pitana |

| Francie | Německo |

| BR               | 1  | Hugo Lloris (c)   |  |     |
| PO               | 2  | Mathieu Debuchy   |  |     |
| SO               | 4  | Raphaël Varane    |  |     |
| SO               | 5  | Mamadou Sakho     |  | 72' |
| LO               | 3  | Patrice Evra      |  |     |
| PZ               | 19 | Paul Pogba        |  |     |
| SZ               | 6  | Yohan Cabaye      |  | 74' |
| LZ               | 14 | Blaise Matuidi    |  |     |
| PK               | 8  | Mathieu Valbuena  |  | 84' |
| LK               | 11 | Antoine Griezmann |  |     |
| SÚ               | 10 | Karim Benzema     |  |     |
| Nahrazující:     |    |                   |  |     |
| OB               | 21 | Laurent Koscielny |  | 72' |
| ÚT               | 20 | Loïc Rémy         |  | 74' |
| ÚT               | 9  | Olivier Giroud    |  | 84' |
| Trenér:          |    |                   |  |     |
| Didier Deschamps |    |                   |  |     |

| BR           | 1  | Manuel Neuer           |     |       |
| PO           | 16 | Philipp Lahm (c)       |     |       |
| SO           | 20 | Jérôme Boateng         |     |       |
| SO           | 5  | Mats Hummels           |     |       |
| LO           | 4  | Benedikt Höwedes       |     |       |
| SZ           | 7  | Bastian Schweinsteiger | 80' |       |
| SZ           | 6  | Sami Khedira           | 54' |       |
| PK           | 13 | Thomas Müller          |     |       |
| ÚZ           | 18 | Toni Kroos             |     | 90+3' |
| LK           | 8  | Mesut Özil             |     | 83'   |
| SÚ           | 11 | Miroslav Klose         |     | 68'   |
| Nahrazující: |    |                        |     |       |
| ÚT           | 9  | André Schürrle         |     | 68'   |
| ZÁ           | 19 | Mario Götze            |     | 83'   |
| ZÁ           | 23 | Christoph Kramer       |     | 90+3' |
| Trenér:      |    |                        |     |       |
| Joachim Löw  |    |                        |     |       |

| Muž zápasu: Mats Hummels Asistenti rozhodčího: Hernán Maidana Juan Pablo Belatti Čtvrtý rozhodčí: Jonas Eriksson Pátý rozhodčí: Mathias Klasenius |

### Brazílie vs Kolumbie
Obě mužstva se spolu utkala v předchozích třiceti zápasech, včetně deseti Mistrovství světa ve fotbale, ale nikdy to nebyla ve finále. Naposledy se spolu střetly 14. listopadu 2012, kdy zápas góly Neymara a Juana Cuadrada skončil smírně 1:1. Brazilský záložník Luiz Gustavo byl z důsledku nahromadění žlutých karet na tento zápas suspendován.
Kolumbijci v zápase nepředváděli oku lahodící fotbal jako v předchozím průběhu mistrovství, jejich hra byla plná nepřesností a často byli pod tlakem soupeře. Naopak Brazílie se po nepříliš přesvědčivém výkonu proti Chile v osmifinále zvedla a předváděla kombinační hru. Dokázala se dostávat do šancí a po jedné z nich padl úvodní gól, Thiago Silva předskočil při rohovém kopu Sáncheze a hlavou skóroval. Druhý gól Brazilci přidali z přímého kopu, David Luiz skóroval z cca třiceti metrů přes zeď přesně do „šibenice“ kolumbijské brány. Brankář David Ospina plachtil vzduchem marně. Následně byla hra hodně rozkouskovaná, iniciativu sice přebrali Kolumbijci, ale nedokázali se vinou nepřesností dostat do finální fáze. Až v 78. minutě se to podařilo, brankář Júilo César fauloval ve vápně Carlose Baccu. Nařízený pokutový kop proměnil dosavadní nejlepší střelec šampionátu James Rodríguez, který si tak vylepšil bilanci na 6 vstřelených gólů. V závěru už bylo nad síly kolumbijského týmu dosáhnout vyrovnání a prodloužení. V závěru fauloval Neymara kolenem Juan Camilo Zúñiga a ten byl odnesen na nosítkách. Podle zpráv z nemocnice mu zlomil obratel, což by znamenalo konec jeho působení na mundialu.
| 4. července 2014 22:00 |        |                      |                                                                              |
| Brazílie               | 2 : 1  | Kolumbie             | Estádio Castelão, Fortaleza diváci: 60 342 rozhodčí: Carlos Velasco Carballo |
| Silva 7' Luiz 69'      | Zpráva | Rodríguez 80' (pen.) | Estádio Castelão, Fortaleza diváci: 60 342 rozhodčí: Carlos Velasco Carballo |

| Brazílie | Kolumbie |

| BR                  | 12 | Júlio César      | 78' |     |
| PO                  | 23 | Maicon           |     |     |
| SO                  | 3  | Thiago Silva (c) | 64' |     |
| SO                  | 4  | David Luiz       |     |     |
| LO                  | 6  | Marcelo          |     |     |
| SZ                  | 5  | Fernandinho      |     |     |
| SZ                  | 8  | Paulinho         |     | 86' |
| PK                  | 7  | Hulk             |     | 82' |
| ÚZ                  | 11 | Oscar            |     |     |
| LK                  | 10 | Neymar           |     | 88' |
| SÚ                  | 9  | Fred             |     |     |
| Nahrazující:        |    |                  |     |     |
| ZÁ                  | 16 | Ramires          |     | 82' |
| ZÁ                  | 18 | Hernanes         |     | 86' |
| OB                  | 15 | Henrique         |     | 88' |
| Trenér:             |    |                  |     |     |
| Luiz Felipe Scolari |    |                  |     |     |

| BR            | 1  | David Ospina            |     |     |
| PO            | 18 | Juan Camilo Zúñiga      |     |     |
| SO            | 2  | Cristián Zapata         |     |     |
| SO            | 3  | Mario Yepes (c)         | 71' |     |
| LO            | 7  | Pablo Armero            |     |     |
| SZ            | 13 | Fredy Guarín            |     |     |
| SZ            | 6  | Carlos Sánchez          |     |     |
| PK            | 11 | Juan Guillermo Cuadrado |     | 80' |
| LK            | 14 | Víctor Ibarbo           |     | 46' |
| SÚ            | 9  | Teófilo Gutiérrez       |     | 70' |
| SÚ            | 10 | James Rodríguez         | 67' |     |
| Nahrazující:  |    |                         |     |     |
| ÚT            | 19 | Adrián Ramos            |     | 46' |
| ÚT            | 17 | Carlos Bacca            |     | 70' |
| ZÁ            | 20 | Juan Fernando Quintero  |     | 80' |
| Trenér:       |    |                         |     |     |
| José Pékerman |    |                         |     |     |

| Muž zápasu: David Luiz Asistenti rozhodčího: Roberto Alonso Juan Carlos Yuste Čtvrtý rozhodčí: Svein Oddvar Moen Pátý rozhodčí: Kim Haglund |

### Argentina vs Belgie
Oba týmy se spolu střetly v předchozích třech utkáních, včetně dvou duelů na Mistrovství světa ve fotbale. Na šampionátu v roce 1982 vyhrála Belgie v základní skupině brankou Erwina Vandenbergha 1:0 a na příštím mistrovství v roce 1986 to Argentina Belgii vrátila, když v semifinále rozhodl zápas ve prospěch Argentiny dvěma góly Diego Maradona. Argentinský obránce Marcos Rojo byl z důsledku nahromadění žlutých karet na tento zápas suspendován.
Argentinci se v utkání ujali brzkého vedení pohotovou střelou k tyči vyslanou Gonzálem Higuaínem. Poté hráli svůj charakteristický fotbal, nikam příliš nespěchali a snažili se držet míč na kopačkách. Nezřídka i natahovali čas. Belgičané působili nesoustředěně, nedokázali se prosadit. Eden Hazard, který měl být hlavním tahounem ofenzivy na turnaji, byl téměř neviditelný. Utkání sporé na šance vyhrálo jihoamerické mužstvo, které si připsalo na šampionátu pátou výhru o jeden gól v řadě.
| 5. července 2014 18:00 |        |        |                                                                                   |
| Argentina              | 1 : 0  | Belgie | Estádio Nacional Mané Garrincha, Brasília diváci: 68 551 rozhodčí: Nicola Rizzoli |
| Higuaín 8'             | Zpráva |        | Estádio Nacional Mané Garrincha, Brasília diváci: 68 551 rozhodčí: Nicola Rizzoli |

| Argentina | Belgie |

| BR                | 1  | Sergio Romero      |     |     |
| PO                | 4  | Pablo Zabaleta     |     |     |
| SO                | 15 | Martín Demichelis  |     |     |
| SO                | 2  | Ezequiel Garay     |     |     |
| LO                | 23 | José María Basanta |     |     |
| SZ                | 6  | Lucas Biglia       | 75' |     |
| SZ                | 14 | Javier Mascherano  |     |     |
| PK                | 22 | Ezequiel Lavezzi   |     | 71' |
| LK                | 7  | Ángel Di María     |     | 33' |
| SÚ                | 10 | Lionel Messi (c)   |     |     |
| SÚ                | 9  | Gonzalo Higuaín    |     | 81' |
| Nahrazující:      |    |                    |     |     |
| ZÁ                | 8  | Enzo Pérez         |     | 33' |
| ÚT                | 18 | Rodrigo Palacio    |     | 71' |
| ZÁ                | 5  | Fernando Gago      |     | 81' |
| Trenér:           |    |                    |     |     |
| Alejandro Sabella |    |                    |     |     |

| BR           | 1  | Thibaut Courtois    |     |     |
| PO           | 2  | Toby Alderweireld   | 69' |     |
| SO           | 15 | Daniel Van Buyten   |     |     |
| SO           | 4  | Vincent Kompany (c) |     |     |
| LO           | 5  | Jan Vertonghen      |     |     |
| SZ           | 6  | Axel Witsel         |     |     |
| SZ           | 8  | Marouane Fellaini   |     |     |
| PK           | 11 | Kevin Mirallas      |     | 60' |
| ÚZ           | 7  | Kevin De Bruyne     |     |     |
| LK           | 10 | Eden Hazard         | 53' | 75' |
| SÚ           | 17 | Divock Origi        |     | 59' |
| Nahrazující: |    |                     |     |     |
| ÚT           | 9  | Romelu Lukaku       |     | 59' |
| ÚT           | 14 | Dries Mertens       |     | 60' |
| ZÁ           | 22 | Nacer Chadli        |     | 75' |
| Trenér:      |    |                     |     |     |
| Marc Wilmots |    |                     |     |     |

| Muž zápasu: Gonzalo Higuaín Asistenti rozhodčího: Renato Faverani Andrea Stefani Čtvrtý rozhodčí: Ben Williams Pátý rozhodčí: Matthew Cream |

### Nizozemsko vs Kostarika
Obě mužstva se spolu ještě nikdy předtím nestřetla. Kostarický obránce Óscar Duarte byl suspendován na tento zápas, poté, co byl vyloučen v osmifinálovém utkání proti Řecku.
Zpočátku velmi opatrné utkání, kdy se oba celky oťukávaly. Časem získali převahu favorizovaní Nizozemci, kteří se zejména ve druhé půli dostávali i do čistých šancí. Většinu zneškodnil bravurně chytající brankář Keylor Navas, to, co nechytil, zastavila branková konstrukce. Kostarika se v závěru prakticky jen bránila nizozemskému tlaku v hlubokém obranném valu. Nerozhodlo se ani v prodloužení, a tak muselo přijít na řadu rozuzlení v penaltovém rozstřelu. Nizozemský trenér Louis van Gaal opět přišel s nějakým překvapivým tahem, tentokrát to bylo střídaní gólmanů, do nizozemské svatyně se na penalty postavil místo Cillesena Tim Krul (Cillesen dosud v kariéře nechytil ani jednu penaltu, Krul už dvě, navíc je větší a zabírá v bráně více místa). Tato taktika přinesla své plody, Krul vystihl směr všech kostarických pokusů a dva z nich zneškodnil. Nizozemští fotbalisté byli neomylní ve všech svých penaltových exekucích a „Oranje“ mohli slavit postup mezi nejlepší čtyři celky planety. Kostarika dosáhla postupem mezi osm nejlepších svého historického maxima.
| 5. července 2014 22:00 |            |           |                                                                    |
| Nizozemsko             | 0 : 0 (PP) | Kostarika | Arena Fonte Nova, Salvador diváci: 51 179 rozhodčí: Ravšan Irmatov |
|                        | Zpráva     |           | Arena Fonte Nova, Salvador diváci: 51 179 rozhodčí: Ravšan Irmatov |

|                                  |       | Penaltový rozstřel                 |  |
| Van Persie Robben Sneijder Kuijt | 4 : 3 | Borges Ruiz González Bolaños Umaña |  |

| Nizozemsko | Kostarika |

| BR             | 1  | Jasper Cillessen     |      | 120+1' |
| SO             | 3  | Stefan de Vrij       |      |        |
| SO             | 2  | Ron Vlaar            |      |        |
| SO             | 4  | Bruno Martins Indi   | 64'  | 106'   |
| PKO            | 15 | Dirk Kuijt           |      |        |
| LKO            | 5  | Daley Blind          |      |        |
| SZ             | 20 | Georginio Wijnaldum  |      |        |
| SZ             | 10 | Wesley Sneijder      |      |        |
| PK             | 11 | Arjen Robben         |      |        |
| LK             | 21 | Memphis Depay        |      | 76'    |
| SÚ             | 9  | Robin van Persie (c) |      |        |
| Nahrazující:   |    |                      |      |        |
| ZÁ             | 17 | Jeremain Lens        |      | 76'    |
| ÚT             | 19 | Klaas-Jan Huntelaar  | 111' | 106'   |
| BR             | 23 | Tim Krul             |      | 120+1' |
| Trenér:        |    |                      |      |        |
| Louis van Gaal |    |                      |      |        |

| BR               | 1  | Keylor Navas       |      |     |
| SO               | 2  | Johnny Acosta      | 107' |     |
| SO               | 3  | Giancarlo González | 81'  |     |
| SO               | 4  | Michael Umaña      | 52'  |     |
| PKO              | 16 | Cristian Gamboa    |      | 79' |
| LKO              | 15 | Júnior Díaz        | 37'  |     |
| SZ               | 17 | Yeltsin Tejeda     |      | 97' |
| SZ               | 5  | Celso Borges       |      |     |
| PK               | 10 | Bryan Ruiz (c)     |      |     |
| LK               | 7  | Christian Bolaños  |      |     |
| SÚ               | 9  | Joel Campbell      |      | 66' |
| Nahrazující:     |    |                    |      |     |
| ÚT               | 21 | Marco Ureña        |      | 66' |
| OB               | 8  | David Myrie        |      | 79' |
| ZÁ               | 22 | José Miguel Cubero |      | 97' |
| Trenér:          |    |                    |      |     |
| Jorge Luis Pinto |    |                    |      |     |

| Muž zápasu: Keylor Navas Asistenti rozhodčího: Abdukhamidullo Rasulov Bahadyr Kochkarov Čtvrtý rozhodčí: Noumandiez Doué Pátý rozhodčí: Songuifolo Yeo |

## Semifinále

### Brazílie vs Německo
Oba týmy se spolu utkaly v předchozích dvaceti jedna utkáních, včetně finále Mistrovství světa ve fotbale 2002, které Brazílie díky dvěma gólům Ronalda zvládla poměrem 2:0. Naposledy se spolu utkaly 10. srpna 2011, kdy Německo vítěznou brankou Andrého Schürrleho zvítězilo 3:2.
Brazilský tým šel do zápasu znatelně oslabený: chyběl jednak kapitán a klíčová osoba brazilské obrany Thiago Silva, který byl na tento zápas suspendován pro nahromadění žlutých karet, tak elitní útočník Neymar, který utrpěl v minulém zápase po zákroku Kolumbijce Juana Zúñigy lehkou zlomeninu bederního obratle a turnaj pro něj skončil.
Zápas přinesl obrovské překvapení. Ačkoliv někteří experti předvídali vítězství Německa s odkazem na výše zmíněné oslabení Brazilců, nikdo neočekával tak totální zhroucení brazilského týmu, který byl před šampionátem pasován s nejnižšími kurzy na největšího favorita. Jestliže se Němci výrazně natrápili v osmifinále s Alžírskem a poté předvedli vyspělý taktický výkon ve čtvrtfinálovém zápase s Francií, tentokrát na hřišti absolutně dominovali. Obrana Jihoameričanů nedokázala účinně čelit pohledným kombinačním akcím Němců, kteří sázeli bezmocným Brazilcům jeden gól za druhým. V prvním poločase vstřelili čtyři góly během pouhých sedmi minut a po třiceti minutách zápasu vyhrávali 5:0. Defenziva Brazílie (dosud na turnaji opěvovaná) téměř neexistovala, dle některých odborníků až příliš postrádala svého vůdce Thiaga Silvu.
Při první gólové akci našel centr ve vápně neobsazeného Thomase Müllera, což je hráč, který dokáže tohle trestat. Ve 23. minutě se ve vápně Brazilců dostal k míči německý veterán Miroslav Klose, který na dvakrát překonal brazilského gólmana Césara. Za necelé 2 minuty to už bylo 3:0, když se po centru od Philippa Lahma z pravé strany prosadil z první Toni Kroos. Hned z další akce Německa ve 26. minutě těžil opět Toni Kroos, který se po pěkné kombinaci s Samim Khedirou prosazoval do odkryté branky. To ještě v prvním poločase ze strany Němců nebylo vše, protože po kombinační akci si vyměnil míč Khedira s Mesutem Özilem a prvně jmenovaný zakončoval do nechráněně Césarovi svatyně.
Na začátku druhého poločasu Němci polevili v koncentraci a Brazilci se dostali do několika šancí, ale pozorný brankář Manuel Neuer byl vždy na správném místě. Poté si uvědomili, že by se takový přístup nemusel vyplatit a vrátili se ke své hře. Do konce zápasu přidali ještě dva góly, když u obou byl střídající André Schürrle. V závěru v nastavení vstřelil alespoň čestný gól Oscar, který tak pokazil německému brankáři čtvrté čisté konto na šampionátu.
Německo nicméně dokonalo nevídanou potupu pro domácí tým, podpořenou navíc faktem, že Miroslav Klose sebral sdílené prvenství v počtu nastřílených gólů na světových šampionátech dalšímu Brazilci Ronaldovi a stal se se 16 góly nejlepším kanonýrem historie MS. Německý ostrostřelec se stal zároveň prvním hráčem, který si zahrál čtyři semifinálové utkání na světových šampionátech.
Konečný výsledek 7:1 byl vůbec největším vítězstvím v semifinále mistrovství světa. Dosavadní rekord drželo skóre 6:1, které v roce 1930 vyprodukovala Argentina, když porazila USA a v roce 1950 porazilo Západní Německo mužstvo Rakouska.
Dalším zajímavým faktorem bylo to, že Brazilci utrpěli první domácí porážku v soutěžním zápase od roku 1975, kdy v semifinále Copa América nedokázali porazit Peru a vůbec poprvé na mistrovství světa inkasovali sedm branek. Tento výsledek se rovněž stal nejtvrdší prohrou Brazilců v jejich historii a rovněž nejhorší porážkou domácího týmu z pořadatelské země.
Brazilský tým i národ vnímali výsledek jako strašlivou potupu, umocněnou tím, že se patrně jednalo o nejsledovanější fotbalový zápas v historii, na některých místech došlo po zápase k pouličním nepokojům a zapalování autobusů. Smutek a rozhořčení Brazilců posléze podpořil ještě fakt, že do finále postoupili jejich tradiční rivalové z Argentiny.
| 8. července 2014 22:00 |        |                                                                   |                                                                           |
| Brazílie               | 1 : 7  | Německo                                                           | Estádio Mineirão, Belo Horizonte diváci: 58 141 rozhodčí: Marco Rodríguez |
| Oscar 90'              | Zpráva | Müller 11' Klose 23' Kroos 24', 26' Khedira 29' Schürrle 69', 79' | Estádio Mineirão, Belo Horizonte diváci: 58 141 rozhodčí: Marco Rodríguez |

| Brazílie | Německo |

| BR                  | 12 | Júlio César    |     |     |
| PO                  | 23 | Maicon         |     |     |
| SO                  | 4  | David Luiz (c) |     |     |
| SO                  | 13 | Dante          | 68' |     |
| LO                  | 6  | Marcelo        |     |     |
| SZ                  | 17 | Luiz Gustavo   |     |     |
| SZ                  | 5  | Fernandinho    |     | 46' |
| PK                  | 7  | Hulk           |     | 46' |
| ÚZ                  | 11 | Oscar          |     |     |
| LK                  | 20 | Bernard        |     |     |
| ÚT                  | 9  | Fred           |     | 70' |
| Nahrazující:        |    |                |     |     |
| ZÁ                  | 16 | Ramires        |     | 46' |
| ZÁ                  | 8  | Paulinho       |     | 46' |
| ZÁ                  | 19 | Willian        |     | 70' |
| Trenér:             |    |                |     |     |
| Luiz Felipe Scolari |    |                |     |     |

| BR           | 1  | Manuel Neuer           |  |     |
| PO           | 16 | Philipp Lahm (c)       |  |     |
| SO           | 20 | Jérôme Boateng         |  |     |
| SO           | 5  | Mats Hummels           |  | 46' |
| LO           | 4  | Benedikt Höwedes       |  |     |
| SZ           | 6  | Sami Khedira           |  | 76' |
| SZ           | 7  | Bastian Schweinsteiger |  |     |
| PK           | 13 | Thomas Müller          |  |     |
| ÚZ           | 18 | Toni Kroos             |  |     |
| LK           | 8  | Mesut Özil             |  |     |
| ÚT           | 11 | Miroslav Klose         |  | 58' |
| Nahrazující: |    |                        |  |     |
| OB           | 17 | Per Mertesacker        |  | 46' |
| ZÁ           | 9  | André Schürrle         |  | 58' |
| ZÁ           | 14 | Julian Draxler         |  | 76' |
| Trenér:      |    |                        |  |     |
| Joachim Löw  |    |                        |  |     |

| Muž zápasu: Toni Kroos Asistenti rozhodčího: Marvin Torrentera Marcos Quintero Čtvrtý rozhodčí: Mark Geiger Pátý rozhodčí: Mark Hurd |

### Nizozemsko vs Argentina
Obě mužstva se spolu střetla v předchozích osmi zápasech, včetně čtyř duelů na Mistrovství světa ve fotbale (1974, skupinová fáze: Nizozemsko zvítězilo 4:0; 1978 finále: Argentina zvítězila 3:1; 1998, čtvrtfinále: Nizozemsko zvítězilo 2:1; 2006, základní skupina: utkání skončilo remízou 0:0. Trenér Argentiny Alejandro Sabella nebude moct pro tento zápas využít útočníka Ángela Di Maríu, který si ve čtvrtfinálovém zápase s Belgií poranil stehno. Naopak do sestavy Argentinců se může vrátit zpět Sergio Agüero, kterého trápil stejný problém jako Di Maríu a kvůli zranění zmeškal první dva zápasy vyřazovacích zápasů.
Utkání mělo opačný kontext oproti útočnému a otevřenému fotbalu v prvním semifinálovém duelu, německý gólostroj proti Brazílii (7:1) zřejmě zapůsobil i na taktiku obou týmů. Oba trenéři se hlavně zaměřovali na obranu, což hře nijak moc neprospívalo, protože se oba týmy nijak nehnaly do útočení. Největší šanci utkání měl na konci základní hrací doby Arjen Robben, který se po narážečce s Wesley Sneijderem objevil z úhlu sám před argentinskou brankou, ale v posledním možném okamžiku mu skluzem vypíchl míč Javier Mascherano. Za stavu 0:0 se šlo tedy do prodloužení. Nizozemský kouč Louis van Gaal disponoval už pouze jedním střídáním, které využil v 96. minutě, když za neviditelného Robina van Persieho vystřídal Klaase-Jana Huntelaara. Van Gaal tak nezopakoval překvapivý tah s nasazením náhradníka Tima Krula na případné penalty, který se mu v minulém utkání osvědčil. Toto rozhodnutí se mu později nevyplatilo. Po větším rozruchu, který předvedl argentinský útočník Rodrigo Palacio, když v zakončení nezvolil správné řešení se už v utkání nic závratného nestalo. Rozhodnout tedy musely až pokutové kopy. V nich Cillessena, který ve své kariéře dosud nechytil ani jednu penaltu, překonali všichni argentinští střelci. Naopak Romero, kterého Van Gaal přivedl v roce 2007 do Evropy a naučil ho chytat penalty, se blýskl dvěma úspěšnými zákroky. Ačkoli po pokusu Rona Vlaara (který byl v utkání bezchybný a dokázal eliminovat soupeřovy hráče), jehož střelu vyrazil, se nesoustředil na míč a začal divoce slavit. Balón spadl do vápna, zpětnou rotací nabral směr do brány a zastavil se na brankové čáře. Romero mohl zůstat pro smích. Branka by ale neplatila v případě, že se odraženého míče Vlaar podruhé dotkl. Ve třetí sérii neproměnil i Wesley Sneijder.
Po výsledku 4:2 postoupili do svého pátého finále Jihoameričané. Nizozemci si s nimi protáhli bilanci na 9 utkání v řadě bez prohry (porážka v penaltovém rozstřelu se ve statistikách uvádí jako remíza). Utkání mělo jeden historický milník, protože to byl první semifinálový zápas v historii světových šampionátů, který skončil bezbrankovou remízou.
| 9. července 2014 22:00 |            |           |                                                                     |
| Nizozemsko             | 0 : 0 (PP) | Argentina | Arena de São Paulo, São Paulo diváci: 63 267 rozhodčí: Cüneyt Çakır |
|                        | Zpráva     |           | Arena de São Paulo, São Paulo diváci: 63 267 rozhodčí: Cüneyt Çakır |

|                             |       | Penaltový rozstřel           |  |
| Vlaar Robben Sneijder Kuijt | 2 : 4 | Messi Garay Agüero Rodríguez |  |

| Nizozemsko | Argentina |

| BR             | 1  | Jasper Cillessen     |      |     |
| SO             | 3  | Stefan de Vrij       |      |     |
| SO             | 2  | Ron Vlaar            |      |     |
| SO             | 4  | Bruno Martins Indi   | 45'  | 46' |
| PKO            | 15 | Dirk Kuijt           |      |     |
| LKO            | 5  | Daley Blind          |      |     |
| SZ             | 6  | Nigel de Jong        |      | 62' |
| SZ             | 20 | Georginio Wijnaldum  |      |     |
| ÚZ             | 10 | Wesley Sneijder      |      |     |
| ÚT             | 11 | Arjen Robben         |      |     |
| ÚT             | 9  | Robin van Persie (c) |      | 96' |
| Nahrazující:   |    |                      |      |     |
| OB             | 7  | Daryl Janmaat        |      | 46' |
| ZÁ             | 16 | Jordy Clasie         |      | 62' |
| ÚT             | 19 | Klaas-Jan Huntelaar  | 105' | 96' |
| Trenér:        |    |                      |      |     |
| Louis van Gaal |    |                      |      |     |

| BR                | 1  | Sergio Romero     |     |      |
| PO                | 4  | Pablo Zabaleta    |     |      |
| SO                | 15 | Martín Demichelis | 49' |      |
| SO                | 2  | Ezequiel Garay    |     |      |
| LO                | 15 | Marcos Rojo       |     |      |
| SZ                | 6  | Lucas Biglia      |     |      |
| SZ                | 14 | Javier Mascherano |     |      |
| SZ                | 8  | Enzo Pérez        |     | 81'  |
| DÚ                | 10 | Lionel Messi (c)  |     |      |
| ÚT                | 9  | Gonzalo Higuaín   |     | 82'  |
| ÚT                | 22 | Ezequiel Lavezzi  |     | 101' |
| Nahrazující:      |    |                   |     |      |
| ÚT                | 18 | Rodrigo Palacio   |     | 81'  |
| ÚT                | 20 | Sergio Agüero     |     | 82'  |
| ZÁ                | 11 | Maxi Rodríguez    |     | 101' |
| Trenér:           |    |                   |     |      |
| Alejandro Sabella |    |                   |     |      |

| Muž zápasu: Sergio Romero Asistenti rozhodčího: Bahattin Duran Tarık Ongun Čtvrtý rozhodčí: Jonas Eriksson Pátý rozhodčí: Mathias Klasenius |

## O 3. místo

### Brazílie vs Nizozemsko
Oba týmy se spolu utkaly v předchozích jedenácti zápasech, včetně čtyř duelů na Mistrovství světa ve fotbale (1974, semifinálová fáze: Nizozemsko zvítězilo 2:0; 1994 čtvrtfinále: Brazílie zvítězila 3:2; 1998, semifinále: remíza 1:1, Brazílie vyhrála 4:2 na penalty; 2010, čtvrtfinále: Nizozemsko zvítězilo 2:1. Naposledy se oba týmy utkaly 4. června 2011 v přátelském utkání, které skončilo smírně bez branek.
Návrat Thiago Silvy do brazilské sestavy pomohl, oproti semifinále inkasovala od Nizozemců jen tři góly. Ale byl to právě Silva, který hned ve druhé minutě zastavil nedovoleně rukou na hranici pokutového území Robbena, který by se řítil sám na brankáře. Silva měl být vyloučen a měl se kopat trestný kop, ale sudí byl milostiv, vytáhl jen žlutou a nařídil pokutový kop. Ten suverénně proměnil Van Persie a Jihoameričané prakticky začínali s jednogólovým mankem. Velice slabým hráčem byl David Luiz, ze kterého udělal Paris Saint-Germain FC před šampionátem nejdražšího obránce světa, když ho odkoupil z Chelsea FC za 50 milionů liber. Před druhým gólem hlavičkoval před bránu, kde číhal Daley Blind a pohodlně skóroval. Brazilští fotbalisté se také dostávali do šancí, ale nedokázali je proměňovat. Nizozemci si pohodlně dokráčeli pro bronzové medaile, když v závěru vstřelili ještě jeden gól po pěkné křídelní akci. Brazilci tentokrát prohráli pouze o třídu. Alžírští rozhodčí vyrobili v zápase nemálo nepřesností, např. špatně posoudili některé zákroky v pokutovém území.
| 12. července 2014 22:00 |        |                                                |                                                                                    |
| Brazílie                | 0 : 3  | Nizozemsko                                     | Estádio Nacional Mané Garrincha, Brasília diváci: 68 034 rozhodčí: Djamel Haimoudi |
|                         | Zpráva | Van Persie 3' (pen.) Blind 17' Wijnaldum 90+1' | Estádio Nacional Mané Garrincha, Brasília diváci: 68 034 rozhodčí: Djamel Haimoudi |

| Brazílie | Nizozemsko |

| BR                  | 12 | Júlio César      |     |     |
| PO                  | 23 | Maicon           |     |     |
| SO                  | 3  | Thiago Silva (c) | 2'  |     |
| SO                  | 4  | David Luiz       |     |     |
| LO                  | 14 | Maxwell          |     |     |
| SZ                  | 8  | Paulinho         |     | 57' |
| SZ                  | 17 | Luiz Gustavo     |     | 46' |
| PK                  | 16 | Ramires          |     | 73' |
| ÚZ                  | 11 | Oscar            | 68' |     |
| LK                  | 19 | Willian          |     |     |
| ÚT                  | 21 | Jô               |     |     |
| Nahrazující:        |    |                  |     |     |
| ZÁ                  | 5  | Fernandinho      | 54' | 46' |
| ZÁ                  | 18 | Hernanes         |     | 57' |
| ÚT                  | 7  | Hulk             |     | 73' |
| Trenér:             |    |                  |     |     |
| Luiz Felipe Scolari |    |                  |     |     |

| BR             | 1  | Jasper Cillessen     |     | 90+3' |
| SO             | 3  | Stefan de Vrij       |     |       |
| SO             | 2  | Ron Vlaar            |     |       |
| SO             | 4  | Bruno Martins Indi   |     |       |
| PKO            | 15 | Dirk Kuijt           |     |       |
| LKO            | 5  | Daley Blind          |     | 70'   |
| SZ             | 20 | Georginio Wijnaldum  |     |       |
| SZ             | 16 | Jordy Clasie         |     | 90'   |
| SZ             | 8  | Jonathan de Guzmán   | 36' |       |
| ÚT             | 9  | Robin van Persie (c) |     |       |
| ÚT             | 11 | Arjen Robben         | 9'  |       |
| Nahrazující:   |    |                      |     |       |
| OB             | 7  | Daryl Janmaat        |     | 70'   |
| OB             | 13 | Joël Veltman         |     | 90'   |
| BR             | 22 | Michel Vorm          |     | 90+3' |
| Trenér:        |    |                      |     |       |
| Louis van Gaal |    |                      |     |       |

| Muž zápasu: Arjen Robben Asistenti rozhodčího: Rédouane Achik Abdelhalk Etchiali Čtvrtý rozhodčí: Juiči Nišimura Pátý rozhodčí: Toru Sagara |

## Finále

### Německo vs Argentina
Obě mužstva se spolu utkala v předchozích dvaceti utkáních, včetně dvou finálových duelů na Mistrovství světa ve fotbale, které v té době hrálo Západní Německo. Na šampionátu v roce 1986 zvítězila Argentina zásluhou branky Jorge Burruchaga 3:2 a na mistrovství 1990 to Německo Argentině oplatilo, když gólem Andrease Brehmeho z penalty zvítězilo 1:0. Naposledy se oba týmy utkaly 15. srpna 2012 v přátelském utkání, které Argentina vyhrála poměrem 3:1.
Finále mezi Německem a Argentinou nebylo chudé na zajímavé momenty, ty jen nebyly gólově zúročeny. Německá obrana několikrát zaváhala a dovolila argentinským útočníkům dostat se do šancí. Ty největší měli Gonzalo Higuaín v prvním a Rodrigo Palacio ve druhém poločase, ale oba selhali. Higuaína zradil kop, střela šla mimo tyče a Palacio se pokusil přelobovat vyběhnuvšího Neuera, ale také mimo. Příležitost měl i Lionel Messi. Na druhé straně měl největší šanci Benedikt Höwedes, po rohovém kopu hlavičkoval prudce do tyče, odražený míč sebral Romero. Argentinci hráli poměrně tvrdě, ze zápasu musel již v první půli odstoupit Christoph Kramer, pro něhož to byla premiéra na MS. Po střetu s obráncem utrpěl otřes mozku. Bastian Schweinsteiger byl také častým terčem ataků soupeře, po jednom zásahu protihráče se v jeho obličeji objevila krev. Stejně jako osmifinále Belgie–USA i toto střetnutí bylo narušeno vběhnutím diváka na hřiště. Trenér Joachim Löw sáhl ke střídání, která se mu vyplatila. Náhradníci Schürrle a Götze zařídili vítězný gól. André Schürrle se vydal na zteč podél levé lajny a dokázal nacentrovat přes dva bránící hráče, Mario Götze si v pokutovém území míč zpracoval a prostřelil z úhlu Romera. Argentina již s tímto stavem nedokázala nic udělat. Německý fotbalový svaz může přidat na německé dresy čtvrtou hvězdu za zisk dalšího titulu na MS (a prvního od roku 1990). Němci se zároveň stali prvním evropským týmem, který dokázal vyhrát šampionát pořádaný na jihoamerickém kontinentu.
| 13. července 2014 21:00 |            |           |                                                                             |
| Německo                 | 1 : 0 (PP) | Argentina | Estádio do Maracanã, Rio de Janeiro diváci: 74 738 rozhodčí: Nicola Rizzoli |
| Mario Götze 113'        | Zpráva     |           | Estádio do Maracanã, Rio de Janeiro diváci: 74 738 rozhodčí: Nicola Rizzoli |

| Německo | Argentina |

| BR          | 1  | Manuel Neuer           |     |      |
| PO          | 16 | Philipp Lahm (c)       |     |      |
| SO          | 20 | Jérôme Boateng         |     |      |
| SO          | 5  | Mats Hummels           |     |      |
| LO          | 4  | Benedikt Höwedes       | 34' |      |
| SZ          | 23 | Christoph Kramer       |     | 31'  |
| SZ          | 7  | Bastian Schweinsteiger | 29' |      |
| PK          | 13 | Thomas Müller          |     |      |
| ÚZ          | 18 | Toni Kroos             |     |      |
| LK          | 8  | Mesut Özil             |     | 120' |
| SÚ          | 11 | Miroslav Klose         |     | 88'  |
| Náhradníci: |    |                        |     |      |
| BR          | 12 | Ron-Robert Zieler      |     |      |
| OB          | 2  | Kevin Großkreutz       |     |      |
| OB          | 3  | Matthias Ginter        |     |      |
| ÚT          | 9  | André Schürrle         |     | 31'  |
| ÚT          | 10 | Lukas Podolski         |     |      |
| ZÁ          | 14 | Julian Draxler         |     |      |
| OB          | 15 | Erik Durm              |     |      |
| OB          | 17 | Per Mertesacker        |     | 120' |
| ZÁ          | 19 | Mario Götze            |     | 88'  |
| BR          | 22 | Roman Weidenfeller     |     |      |
| ZÁ          | 6  | Sami Khedira           |     |      |
| OB          | 21 | Shkodran Mustafi       |     |      |
| Trenér:     |    |                        |     |      |
| Joachim Löw |    |                        |     |      |

| BR                | 1  | Sergio Romero      |     |     |
| PO                | 4  | Pablo Zabaleta     |     |     |
| SO                | 15 | Martín Demichelis  |     |     |
| SO                | 2  | Ezequiel Garay     |     |     |
| LO                | 16 | Marcos Rojo        |     |     |
| SZ                | 14 | Javier Mascherano  | 64' |     |
| SZ                | 6  | Lucas Biglia       |     |     |
| PK                | 8  | Enzo Pérez         |     | 86' |
| LK                | 22 | Ezequiel Lavezzi   |     | 46' |
| DÚ                | 10 | Lionel Messi (c)   |     |     |
| SÚ                | 9  | Gonzalo Higuaín    |     | 78' |
| Náhradníci:       |    |                    |     |     |
| BR                | 12 | Agustín Orión      |     |     |
| OB                | 3  | Hugo Campagnaro    |     |     |
| ZÁ                | 5  | Fernando Gago      |     | 86' |
| ZÁ                | 7  | Ángel Di María     |     |     |
| ZÁ                | 11 | Maxi Rodríguez     |     |     |
| ZÁ                | 13 | Augusto Fernández  |     |     |
| OB                | 17 | Federico Fernández |     |     |
| ÚT                | 18 | Rodrigo Palacio    |     | 78' |
| ZÁ                | 19 | Ricardo Álvarez    |     |     |
| ÚT                | 20 | Sergio Agüero      | 65' | 46' |
| BR                | 21 | Mariano Andújar    |     |     |
| OB                | 23 | José María Basanta |     |     |
| Trenér:           |    |                    |     |     |
| Alejandro Sabella |    |                    |     |     |

| Muž zápasu: Mario Götze Asistenti rozhodčího: Renato Faverani Andrea Stefani Čtvrtý rozhodčí: Carlos Vera Pátý rozhodčí: Christian Lescano |